# Bors Márton
Bors Márton (? – 1809. június 13.) alesperes.
Csíkszentkirályi származású volt. 1783-ban Budán végezte a teológiát. 1784-1792 között a marosvásárhelyi római katolikus tanodában tanított. 1793-ban kerelőszentpáli, 1799-ben tordai plébános és alesperes lett.
1805-ben összegyűjtötte az erdélyi egyházmegyei régi fegyelmi rendeleteket, és azokat Mártonffy József püspöknek ajánlotta. E fegyelmi szabályok az Erdélyi egyháztörténelmi adatok (1866.) című gyűjteményben jelentek meg.